# Grand chef
Un grand chef, au féminin grande cheffe, est au Canada, le nom donné à la personne qui est à la tête d'une communauté des Premières Nations. Il sert notamment de représentant de leur communauté auprès des gouvernements provinciaux et fédéral du pays. En plus d'occuper la fonction de représentant et dirigeant politique, un grand chef joue aussi le rôle d'autorité culturelle et spirituelle.